# Ciantra
Ciantra is een bestuurslaag in het regentschap Bekasi van de provincie West-Java, Indonesië. Ciantra telt 21.990 inwoners (volkstelling 2010).